# Niphona albofasciata
Niphona albofasciata là một loài bọ cánh cứng trong họ Cerambycidae.